# NGC 2204
NGC 2204 é um aglomerado aberto na direção da constelação de Canis Major. O objeto foi descoberto pela astrônoma Caroline Herschel em 1783, usando um telescópio refletor com abertura de 4,2 polegadas. Devido a sua moderada magnitude aparente (+8,6), é visível apenas com telescópios amadores ou com equipamentos superiores. 